# Dominik Scheil
Dominik Scheil (* 12. Dezember 1989 in Braunschweig) ist ein deutscher Fußballspieler, der aktuell beim TSV Vordorf in der Bezirksliga spielt.

## Karriere
Seine Karriere begann Scheil beim TSV Vordorf. Über den MTV Gifhorn ging er zum VfL Wolfsburg. 2005 schloss er sich der Eintracht Braunschweig an, wo früher auch sein Vater Heinz-Günter Scheil spielte. In der Saison 2007/08 spielte Dominik Scheil 23-mal in der A-Jugend-Mannschaft in der A-Junioren-Bundesliga und erzielte ein Tor. Zudem spielte er 2007/08 zweimal in der zweiten Mannschaft von Braunschweig.
Zur Saison 2008/09 stieß Scheil zusammen mit Fatih Yilmaz ins Profi-Trainingslager. Sein Debüt gab er am 9. Spieltag im Spiel gegen Dynamo Dresden (1:1), als er in der 90. Minute für Fait-Florian Banser eingewechselt wurde. Zuvor stand Scheil schon zweimal im Kader der Mannschaft gegen Kickers Offenbach (4:0) und dem 1. FC Union Berlin (1:1). In der zweiten Mannschaft spielte er 29-mal und schoss ein Tor.
Zur Saison 2009/10 folgte Dominik Scheil seinem Vater zum Landesligisten SSV Kästorf 1922. Als Grund für seinen Ausstieg aus dem Profifußball gab er an, dass er sich auf seine Ausbildung zum Industriemechaniker bei Volkswagen konzentrieren will. 2014 wechselte Scheil zum Landesliga-Aufsteiger FC Braunschweig Süd.